# Ferdel Schröder
Pour les articles homonymes, voir Schröder.
Ferdel Schröder, né le 29 octobre 1947 à Solingen (Allemagne) et  mort le 3 janvier 2013 à Eupen,  est un homme politique belge germanophone, membre du Partei für Freiheit und Fortschritt (PFF).
Il est licencié en sciences pédagogiques et en psychologie (UCL). Il fut psychologue au centre psycho-médico-social (PMS) de Verviers et a été directeur du centre PMS de la communauté germanophone de 1971 à 2010.

## Fonctions politiques
- 1995-2009 : président régional du PFF
- 2002-2009 : vice-président du MR
- 1988-2010 : conseiller communal à Eupen
- 1994-2000 : échevin à Eupen
- 1999-2013 : membre du Parlement de la Communauté germanophone
- 2010-2013 : président du Parlement de la Communauté germanophone depuis le 1er février 2010

## Sources
1. ↑  Article L'Avenir.net du 4 janvier 2013